# Sminthopsis gilberti
O dunarte-de-Gilbert (Sminthopsis gilberti) é uma espécie de marsupial da família Dasyuridae.
- Nome Popular: dunarte-de-Gilbert

- Nome Científico: Sminthopsis gilberti (Kitchener, Stoddart e Henry, 1984)

## Características
Esta espécie tem a parte superior cinza, a parte inferior branca. A cauda é fina, ligeiramente menor que o corpo. O corpo mede cerca de 8–9 cm de comprimento e a cauda de 7–9 cm. Pesa em média 14-25 gramas;

## Hábitos alimentares
Alimenta-se de insetos, anfíbios e pequenos répteis;

## Habitat
Vivem em vegetação de planícies e matagais próximos aos rios;

## Distribuição Geográfica
Planície Roe, Sudoeste da Austrália Ocidental;